# Hugo Santos
Huga Santos (São João da Madeira, 3 aprile 2000) è un hockeista su pista portoghese.

## Palmarès

### Club

#### Competizioni nazionali
- Campionato portoghese: 1

Porto: 2018-2019
- Supercoppa del Portogallo: 1

Porto: 2018